# USS Mansfield (DD-728)
O USS Mansfield (DD-728) foi um Destroyer norte-americano que serviu durante a Segunda Guerra Mundial.

## Comandantes
| Comandante                        | Data                                        |
| --------------------------------- | ------------------------------------------- |
| Lt. Cdr. Robert Edgar Braddy, Jr. | 1 de Abril de 1944 - 1 de Fevereiro de 1945 |